# Fabián Arenillas
Fabián Arenillas (Banfield, Lomas de Zamora, provincia de Buenos Aires; 31 de marzo de 1964) es un actor argentino de cine, teatro y televisión. 
Gracias a su larga trayectoria actoral tanto en películas, series y obras de teatro, ha ganado el reconocimiento del público y un lugar en la escena audiovisual argentina y de la región. Alcanzó popularidad en 2004 por su papel de Laurencio, un paciente hipocondríaco en el unitario Locas de amor. Entre sus personajes más recordados también se destacan Silvani, de la telecomedia romántica Ciega a citas, un periodista mediocre con pretensiones de liderazgo, y el legendario entrenador de boxeo Amílcar Brusa, en la miniserie Monzón. Además, fue el multifacético partenaire del escritor Juan Sasturain en el programa de televisión sobre libros Ver para leer.
También ha destacado en la obra de teatro Agosto, junto a Mercedes Morán y Norma Aleandro.

## Carrera
Comenzó su carrera a fines de los '80 como actor de teatro, en el San Martín y en la escena under de Buenos Aires. Conoció la exposición mediática durante la década del 2000, con participaciones en comerciales y programas televisivos de gran alcance como Culpables (2001), Son amores (2002), Locas de amor (2004), Una familia especial (2005), Casados con hijos (2005-2006), Socias (2008) y Los Exitosos Pells (2008-2009), entre otros ciclos.  Durante los últimos años ha formado parte de exitosas series web como El encargado (2022), y División Palermo (2023 - 2025).
En cine Arenillas ha logrado una carrera sólida y una filmografía fructífera, alternando proyectos "de nicho", con grandes producciones de alcance masivo. Trabajó con directores consagrados como Juan José Campanella (en El hijo de la novia) y Daniel Burman (en El nido vacío y El misterio de la felicidad). Colaboró en reiteradas oportunidades con Martín Rejtman, director de culto y padre del nuevo cine argentino, con acertadas interpretaciones que le valieron reconocimiento por parte de los críticos: Los guantes mágicos (2003), Dos disparos (2014) y el telefilm para la Televisión Pública, Entrenamiento elemental para actores. 
En teatro, ha integrado el elenco de obras como Agosto, El padre, junto a Pepe Soriano, La guerra de los Roses, con a Adrián Suar y Carla Peterson, y Panorama desde el puente, entre muchas otras.

## Filmografía
A través de personajes de distinta importancia, Arenillas ha participado en películas como:
- Felicidades (2000), de Lucho Bender (1956-2004)
- Evita capitana (mediometraje) (2000)
- El hijo de la novia (2001) como Sciacalli
- Bahía mágica (2002) …Asistente Dr. Rato
- El séptimo arcángel  (2003) …Gerardo
- Los guantes mágicos (2003)... Piraña
- El polaquito (2003)
- No fumar es un vicio como cualquier otro (2007) ...Cristian
- El nido vacío (2007)
- Encarnación (2007)  ...Jorge
- Ningún amor es perfecto (2008) …Soifer
- Cómplices del silencio (2008) …Acosta
- Entrenamiento elemental para actores (mediometraje) (2009) …Profesor
- Juan y Eva (2011) …Imbert
- Tres historias cuatro (cortometraje) (2012)
- Historias breves 7 (2012) (corto "Tres historias cuatro")
- Extraños en la noche (2012)...Taxista
- 3 (2012) ...Médico
- Mi marido (cortometraje) (2013)
- Tesis sobre un homicidio (2013) ...Mauregui
- Muerte en Buenos Aires (2014) ...Doctor Anchorena
- Betibú (2014)
- El misterio de la felicidad (2014) ...Eugenio
- Buenos Aires Pizza (cortometraje) …Narrador
- Dos disparos (2014) …Arturo
- La última fiesta (2016) ...Osmar
- Invisible (2018) …Director de la escuela
- Lobos (2019) ...Marra
- Bruja (2019)
- Los tiburones (2019)
- Alelí (2020) ... Eduardo
- Chaco (2020) ... Capitán alemán
- Causalidad (2021) ... Raúl Rampoldi
- Culpa cero (2024) ... Capalbo
- Sin salida (2024) ... El profe

## Televisión
| Año       | Programa                        | Rol / Personaje                  | Notas                                  |
| --------- | ------------------------------- | -------------------------------- | -------------------------------------- |
| 2000      | Campeones de la vida            | Detective                        |                                        |
| 2001      | Culpables                       | Villanueva                       |                                        |
| 2002      | Son amores                      | Marcos                           |                                        |
| 2004      | Locas de amor                   | Laurencio de Lazzari             |                                        |
| 2005      | Una familia especial            | Fernando                         |                                        |
| 2005      | Casados con hijos               | Psicólogo de Dardo y Maria Elena |                                        |
| 2006      | Montecristo                     | D'Alessio                        |                                        |
| 2006      | Hermanos y detectives           | Raúl Villafáñez                  |                                        |
| 2008-2009 | Los exitosos Pells              | Ricardo                          |                                        |
| 2008      | Aquí no hay quien viva          | Méndez                           | Episodio: «Vendo de la cama al living» |
| 2009-2010 | Ciega a citas                   | Silvani                          |                                        |
| 2011      | Los únicos                      | Manuel Soria                     |                                        |
| 2013      | Los vecinos en guerra           | Carlos "Charly" Aguirre          |                                        |
| 2013      | Santos y pecadores              | Agente Busowsky                  | Episodio: «Se presume inocente»        |
| 2014      | Señores papis                   | Mosca                            |                                        |
| 2015      | La verdad                       | Abogado                          |                                        |
| 2015      | El mal menor                    | Eduardo                          | Episodio: «Pedro»                      |
| 2015      | Historia de un clan             | Comisario                        |                                        |
| 2015      | Variaciones Walsh               | Rómulo Giardino                  | Episodio: «Variaciones en rojo»        |
| 2015      | Conflictos modernos             | Detective                        | Episodio: «Casa de cristal»            |
| 2016      | Educando a Nina                 | Fiscal Martorilli                |                                        |
| 2017      | Quiero vivir a tu lado          | Douglas Fox                      |                                        |
| 2017      | Cartoneros                      | Padre Jorge                      |                                        |
| 2017      | En viaje                        | Inspector Manfredini             | Episodio: «El misterio de Telma»       |
| 2017      | Animadores                      | Guido Gamberra                   |                                        |
| 2018      | Golpe al corazón                | Felipe                           |                                        |
| 2019      | Monzón                          | Amílcar Brusa                    |                                        |
| 2019      | Apache, la vida de Carlos Tévez | Carlos López                     |                                        |
| 2019      | Tu parte del trato              | Raúl Donoso                      |                                        |
| 2021      | Desafío 24                      | Jurado                           |                                        |
| 2021      | La 1-5/18                       | Cacho                            |                                        |
| 2022      | Los protectores                 | Alfredo Álvarez                  |                                        |
| 2022      | El marginal                     | Andrés Lazarre                   |                                        |
| 2022      | Diario de un gigoló             | Carlos Villariño                 |                                        |
| 2022      | El encargado                    | Hugo Martínez                    |                                        |
| 2023-2025 | División Palermo                | Daniel Rozenfeld                 |                                        |
| 2024      | Coppola, el representante       | Néstor Ibarra                    |                                        |
| 2024      | Un león en el bosque            | Pato                             |                                        |
| 2025      | Menem                           | Raúl Pirandello                  |                                        |

## Premios y nominaciones
| Año  | Premio              | Trabajo nominado                         | Resultado |
| ---- | ------------------- | ---------------------------------------- | --------- |
| 2010 | Martín Fierro       | Mejor actor en comedia por Ciega a citas | Nominado  |
| 2015 | Premios Sur de Cine | Mejor actor de reparto por Dos Dispatos  | Nominado  |
| 2017 | Bawebfest           | Mejor actor en serie web                 | Nominado  |